# Дубровицы (Московская область)
Дубро́вицы — посёлок в городском округе Подольск Московской области России. Расположен примерно в 5 км к западу от центра Подольска, вблизи его городской черты (Беляевская улица на правом берегу Пахры). Ближайшие населённые пункты — деревни Лемешово, Сальково (Москва) и посёлок Ерино (Москва).
Село Дубровицы известно с 1627 года и относилось к Перемышльской церковной десятине Молоцкого стана Московского уезда, село Пехрянской десятины Подольской округи, с 1781 года село Дубровицкой волости Подольского уезда Московской губернии, с 1929 года село и посёлок Ленинского района Московской области, посёлок Подольского района Московской области, в 1994—2006 годах — центр Дубровицкого сельского округа, до 2015 года — центр сельского поселения Дубровицкое Подольского района.
В посёлке расположен усадебный ансамбль с церковью Знамения Пресвятой Богородицы в Дубровицах — , Федеральный исследовательский центр животноводства имени Л. К. Эрнста, культурно-просветительский центр с органным залом, спортивная школа олимпийского резерва по лыжным гонкам и лыжная и лыжероллерная трасса "Дубровицкий лес", Общеобразовательная школа имени Героя России А. Г. Монетова, библиотека, почтовое отделение, амбулатория, баня и другие объекты.
В посёлке на территории усадебного ансамбля находится археологический памятник «Селище Дубровицкое», являющийся объектом культурного наследия национального значения. Первые раскопки на территории села Дубровицы провёл в 1865—1866 годах профессор Анатолий Петрович Богданов.
День села Дубровицы отмечается во второе воскресенье июня.

## История
- 1627 год — Впервые усадьба упоминается как вотчина боярина И. В. Морозова.
- 1662 год — После кончины боярина вотчина перешла к дочери Морозова — Аксинье Ивановне, которая вышла замуж за князя И. А. Голицына (младшего). С этого времени Дубровицы более чем на 100 лет перешли во владение рода Голицыных.
- 1690 год — Боярин Борис Алексеевич Голицын 22 июля начинает строительства храма в честь иконы Знамения Пресвятой Богородицы. Царь Пётр Первый присутствовал при закладке храма.
- 1704 год — Церковь была освящена, однако работы над художественным убранством продолжались ещё некоторое время.
- 1750—1753 годы — При внуке Б. А. Голицына, Сергее Алексеевиче, построены: новый усадебный дом в стиле барокко, конный двор, четыре флигеля, новые хозяйственные постройки.
- 1781 год — Светлейший князь Григорий Александрович Потёмкин купил имение у задолжавшего крупную сумму поручика князя Сергея Алексеевича Голицына (1756—1820).
- 1787 год — Императрица Екатерина II, побывавшая 23 июня в Дубровицах на обратном пути из Крыма, захотела приобрести имение для своего нового фаворита, флигель-адъютанта Александра Матвеевича Дмитриева-Мамонова, которого хотелось отличить особой милостью.
- 1788 год — В декабре владельцем имения становится граф Дмитриев-Мамонов.
- 1812 год — 13 сентября в Дубровицы вошли французские войска; 10 октября небольшой отряд конницы маршала Мюрата покинул Дубровицы, ограбив и спалив близлежащие деревни. В мемуарах состав неприятельского отряда описывается как «три полка кавалерии и пехота». 25 сентября
- 1817 год — В стенах усадьбы начинается «история» основанной графом М. А. Дмитриевым-Мамоновым тайной организации — «Ордена русских рыцарей».
- 1864 год — После смерти М. А. Дмитриева-Мамонова Дубровицы наследует князь Сергей Михайлович Голицын.
- 1883 год — После развода с первой женой С. М. Голицын переезжает из усадьбы Кузьминки в Дубровицы со второй женой Е. В. Голицыной (ур. Никитиной). В Дубровицы перевозятся предметы домашнего интерьера, картины и прочие ценности семьи Голицыных.
- 1890 год — открылась первая школа в Дубровицах (церковно-приходская).
- 1915 год — Владелицей имения Дубровицы становится четвёртая жена С. М. Голицына княгиня А. А. Голицына (ур. Кугушева).
- 1915 год 12 ноября состоялось торжественное открытие церковно-приходской школы - она переехала в новое специально обустроенное здание[3].
- 1917 год — В марте в усадьбе Голицына открывается музей. Позднее он получит официальное название Дубровицкий художественно-бытовой музей[4].
- 1918 год — В начале года имение Дубровицы экспроприировано у княгини Анны Александровны Голицыной. На месте усадьбы организовали Советское коммунистическое земледельческое хозяйство «Дубровицы»[5]. В Дубровицы приезжают чиновники, которые вывозят в Москву наиболее ценные картины и предметы, представляющие историческую ценность. В результате этого «вывоза» утрачена витрина с камзолом и шпагой Бориса Алексеевича Голицына.
- 1922 год — В мае осуществлена передача хозяйств «Дубровицы» с хутором «Лизино» в состав Московского объединения трестированных семенных и племенных хозяйств (Моссемплемхоз). Дубровицкая начальная школа располагалась в старом двухэтажном здании бывшей оранжереи Голицыных. Школой руководила Босова Екатерина Павловна. Позже школу реорганизовали в неполную среднюю семилетнюю школу и перевели в соседнюю деревню Беляево.
- 1926 год — В Дубровицах открывается научно-исследовательский отдел по применению электроэнергии в сельском хозяйстве (при Всесоюзном электротехническом институте имени В. И. Ленина). Отдел участвует в реализации плана ГОЭЛРО по электрификации сельского хозяйства[6].
- 1927 год — Музей дворянского быта в Дубровицах закрывается, его экспонаты (резная мебель, картины, скульптура, гобелены и другие ценности) вывозятся в Москву, Серпухов, Царицыно. В усадьбе размещают детский дом «Трудкоммуна» имени Клары Цеткин.
- 1929 год — Постановлением волостного исполнительного комитета все служители церкви выселены, а их жильё и земли переданы совхозу «Дубровицы».
- 1931 год — В Дубровицах действует сельскохозяйственное производственно-учебное подразделение «Совхозвуз», входящее в систему государственного объединения молочно-огородных совхозов «Молокоовощтрест» Наркомзема РСФСР. Целью таких показательных учебно-опытных совхозов «Совхозвуз» было не только производство, но и подготовка кадров механизаторов сельского хозяйства, агрономов.
- 1932 год — Принято решение о сносе колокольни, подобная участь могла постигнуть и сам храм. В усадьбе разместился сельскохозяйственный техникум, переведённый из города Богородицка Тульской области. В техникуме преподавала младшая дочь Дмитрия Ивановича Менделеева, Мария Дмитриевна Кузьмина-Менделеева. На базе совхоза «Дубровицы» в 1932–1938 годах работала школа директоров колхозов. Из Барышей перенесена метеостанция для обслуживания совхоза учебного комбината и транспорта.
- 1934 год — Началась реализация проекта строительства городка отдыха «Дубровицы»(частично реализован как существующий ныне санаторий «Ерино»).
- 1940 год — В Дубровицах появляются военные. Ведется подготовка саперов[7]. Формируется военный гарнизон (в течение войны здесь базировались несколько авиационных полков, в том числе 134-й бомбардировочный авиаполк, в котором служил сын Никиты Сергеевича Хрущёва Леонид Хрущёв, 177-й истребительный авиаполк ПВО, в котором служил Виктор Талалихин). В Дубровицах размещался диспетчерский пункт, координировавший полёты по всем фронтам. Здесь же находился центр по переобучению лётчиков и переоборудованию самолётов, полученных СССР по ленд-лизу.
- 1945 год — С 1 апреля из Всесоюзного научно-исследовательского института животноводства (ВИЖ, Москва) выделилось Опытное хозяйство «Дубровицы». С июля 1993 года ФГУП «Опытное производственное хозяйство «Дубровицы» (ликвидировано в июне 2003 года путем реорганизации в форме присоединения к ФГБНУ ФИЦ ВИЖ имени Л. К. Эрнста). В марте 2006 года ФГУП ОПХ «Дубровицы» ВИЖ» реорганизовано и объединено с ГУП ЭХ «Кленово-Чегодаево»[8].
- 1946 год — В посёлке открыт первый детский сад[9].
- 1947 год — В Дубровицах начинает работать ВНИИ кормления сельскохозяйственных животных (переведен из города Пушкин Ленинградской области. Предыдущее наименование – Лаборатория кормления сельскохозяйственных животных). В 1956 году институт включен в состав ВНИИ животноводства[10]. Для подготовки руководящих работников сельского хозяйства создана Шкала директоров совхозов.
- 1949 год — 22 июля на основании приказа Министерства сельского хозяйства СССР № 782 в Дубровицах была создана машинно-испытательная станция «Подольская МИС» (ныне ФГБУ «Подольская МИС»); переведена в район станции Гривно в конце 1950-х годов.
- 1960 год — В августе все сохранившиеся усадебные здания и парк были признаны памятниками архитектуры государственного значения.
- 1961 год — В Дубровицы переведён из Москвы Всесоюзный научно-исследовательский институт животноводства. Часть подразделений института разместились в Дворцовом корпусе и на Конном дворе усадьбы. Через 5 лет было построено новое здание института, где расположена дирекция и основные отделы и лаборатории.
- 1964 год — 4 июня по невыясненной причине здание Дворцового корпуса усадьбы частично сгорело. Первого сентября открыли новую школу в Дубровицах. До этого времени школа находилась в деревне Беляево, в старинном здании, которое осталось от писчебумажной фабрики А. К. Опеля. Сегодня, после завершения полного цикла реконструкции, Дубровицкая средняя общеобразовательная школа имени Героя России А. Г. Монетова может принять 550 детей[11].
- 1966—1970 годы — Восстановительные работы вернули фасаду усадебного дома достойный вид. В актовом зале (советское название — «большой зал» использовался для заседаний и культурных мероприятий) под несколькими слоями краски обнаружены фресковые росписи. После реставрации залу вернули историческое название — Гербовый зал.
- 1971 год — Здание машинно-испытательной станции было реконструировано и приспособлено под Дом культуры Всесоюзного научно-исследовательского института животноводства. Построено новое здание амбулатории. К амбулатории, которая относится к Подольской областной клинической больнице, прикреплены местные жители — взрослые и дети. Здание амбулатории обновили в 2023 году.
- 1981 год — ВИЖ построил новый детский сад по типовому проекту с проектной мощностью на 280 мест (в 1993 году детский сад был передан в муниципальную собственность района).
- 1990 год — В октябре церковь в поселке Дубровицы возвращена прихожанам, служба в ней проводится круглый год.
- 2003 год — В марте приняло детей Муниципальное дошкольное образовательное учреждение «Центр развития ребенка – детский сад № 29 «Дубравушка» (ликвидировано в марте 2021 года путем реорганизации в форме присоединения к МОУ Дубровицкая Школа). В августе проведена большая реконструкция территории усадебного комплекса, в ходе которой было вырублено много вековых деревьев, изменён исторический рельеф местности; была частично восстановлена ограда (она выполнена по старинным чертежам и фотографиям)[12].
- 2007 год — Подольский районный отдел ЗАГС в посёлке Дубровицы разместился в Дворцовом корпусе усадьбы (закрыли ЗАГС в ноябре 2018 года). Дубровицкий ЗАГС был одним из самых популярных и востребованных для регистрации брака в Подмосковье: в праздники здесь могли расписываться до 70 пар.
- 2017 год — 27 августа торжественно открыли Муниципальное учреждение культуры «Культурно-просветительский центр «Дубровицы».

## География
Посёлок Дубровицы расположен на высоком берегу, сформированным слиянием рек Десны и Пахры. К югу посёлок отделяет от городской черты Подольска река Пахра. К северу и востоку посёлок граничит с Москвой по реке Десне. Местность холмистая и имеет общий уклон с запада и севера на юг и восток к реке Пахре, которая совершает здесь, у места впадения в неё реки Десны, крутой поворот с запада на юг. Высота над уровнем моря примерно 146 метров. Перепад высот составляет 46 метров: от 100 метров на Певческом поле до 146 метров в посёлке, что является небольшой величиной для Подмосковья.

### Климат
Посёлок Дубровицы, как и всё юго-западное Подмосковье, находится в умеренно континентальной области, которая характеризуется большой годовой изменчивостью климатических условий. В целом для этой области характерны тёплое лето, умеренно-холодная зима с устойчивым снежным покровом и хорошо выраженными переходными сезонами. По многолетним наблюдениям  среднегодовая температура в посёлке Дубровицы составляет 5,9 °C, среднее количество осадков в год – 703 мм.
| Показатель                             | Янв.  | Фев.  | Март | Апр. | Май  | Июнь | Июль | Авг. | Сен. | Окт. | Нояб. | Дек. |
| -------------------------------------- | ----- | ----- | ---- | ---- | ---- | ---- | ---- | ---- | ---- | ---- | ----- | ---- |
| Средний суточный максимум, °C          | −5,4  | −4,6  | 1,2  | 10,6 | 17,7 | 20,9 | 23,8 | 21,9 | 15,8 | 8,3  | 1,5   | −2,4 |
| Средняя температура, °C                | −7,6  | −7,1  | −2,2 | 6,2  | 13,3 | 17   | 20   | 18,1 | 12,4 | 5,8  | −0,3  | −4,3 |
| Средний суточный минимум, °C           | −10,1 | −10,1 | −5,9 | 1    | 7,8  | 12   | 15,4 | 13,7 | 8,7  | 3,3  | −2,3  | −6,4 |
| Норма осадков, мм                      | 46    | 41    | 40   | 43   | 64   | 79   | 87   | 76   | 66   | 64   | 51    | 46   |
| Источник: Dubrovitsy, Climate-Data.org |       |       |      |      |      |      |      |      |      |      |       |      |

 Комментарий.

## Население
| Динамика численности населения | Динамика численности населения | Динамика численности населения | Динамика численности населения | Динамика численности населения |
| 1852                           | 1859                           | 1890                           | 1899                           | 1926                           |
| ------------------------------ | ------------------------------ | ------------------------------ | ------------------------------ | ------------------------------ |
| 127                            | ↗156                           | ↘58                            | ↗67                            | ↗113                           |

Согласно Всероссийской переписи, в 2002 году в посёлке проживало 2690 человек (1239 мужчин и 1451 женщина).
| 2002 | 2006  | 2010  |
| ---- | ----- | ----- |
| 2690 | ↘2517 | ↗3362 |

### Известные люди
- Забалуев, Вячеслав Михайлович (1907—1971) — советский военный лётчик и военачальник. Участник вооружённого конфликта на реке Халхин-Гол и Великой Отечественной войны. Герой Советского Союза (1945). Генерал-майор авиации (30.04.1945).
- Зубрилин, Алексей Алексеевич (23.03.1906 — 22.10.1966) — советский ученый, локтор сельскохозяйственных наук (1940), профессор. Лауреат Сталинской премии.
- Смирнов, Валентин Пантелеймонович (род. 2 октября 1937 года) — советский и российский физик, доктор физико-математических наук, академик РАН (2003).
- Монетов, Александр Геннадьевич (30 августа 1972 — 24 июня 1995) — сотрудник УБОП при УВД Свердловской области, лейтенант милиции, Герой России.
- Семейство Омировых: 65 лет служения Дубровицам и Отечеству. В Знаменской церкви служили диаконы: Павел Омиров (до 1873—1905), Иоанн Омиров (1906—1926), Димитрий Омиров (1926—1929); П. И. Омиров в 1926 году был церковным сторожем. Анна Павловна Омирова (дочь П. И. Омирова) — экономка имения Голицыных, после 1917 года смотрительница за усадьбой и заведующая Дубровицким художественно-бытовым музеем (до весны 1926 года). Екатерина Павловна Босова (ур. Омирова, родная сестра И. П. Омирова) — с 1900 года преподаватель в ЦПШ Знаменской церкви, с 1922 года директор Дубровицкой начальной школы.

## Список улиц
В посёлке Дубровицы расположены следующие улицы и территории (по состоянию на 06.09.2023 года):

| Улицы - Барский Луг улица - Берёзовый проезд - Луговая улица - Садовая улица - Садовый проезд - Сосновая улица - Центральный проезд | Территории - ГСПК Зодчий - ДПК Барский луг - ДПК Пелихово—1,2,3 - ДСК Дубровицкий - ДСК Наука - ЖСК Дубрава - ЖСК Рассвет - ЖСПКИЗ Дубрава - ЖСПКИЗ Дубрава—2 - МЖСК Белые Росы - С/п СНТ № 4 ЗИО - СНТ Крокус - СНТ Крокус—2 - СНТ Озерки - СНТ Чегодаево ВИЖ - ТСЖ Дубровицы |

## Территориальное общественное самоуправление
В посёлке Дубровицы было создано территориальное общественное самоуправление «Дубровицы». Решение о регистрации Устава ТОС «Дубровицы» принято Советом депутатов Городского округа Подольск Московской области 27 сентября 2018 г. В границы территории ТОС вошли посёлок Дубровицы, деревни Кутьино, Луковня и Наумово. 

## Спорт
В 2022 году по губернаторской программе «Парки Подмосковья» в Дубровицах начались работы по благоустройству парка «Дубровицкий лес» и созданию лыжероллерной трассы. В июле 2023 года работы первого этапа были завершены и парк открыли для посещения. Длина новой освещённой и заасфальтированной лыжероллерной трассы — пять километров. На ней могут заниматься как профессиональные спортсмены, так и жители округа. Трасса предназначена для следующих видов активности: катание на лыжероллерах, на роликовых коньках, на спортивных и прогулочных велосипедах, а также пробежки по пересечённой местности и Скандинавская ходьба. Для тренировки силы и ловкости оборудованы две площадки воркаута. На лыжероллерной трассе проходят тренировки спортсменов дубровицкой Спортивной школы «Труд» и Московской областной федерации роллер спорта. В 2024 году в Дубровицком лесу открыта вторая очередь парка - в нее входит система дорожек для прогулок и пробежек протяженностью 2,7 км, детская площадка и площадка для проведения тренировок (оздоровительная гимнастика, йога).

## Памятники
- «Возвращение с Победой», 1985 год. Монумент в центре поселка и гранитные плиты с именами жителей поселка, погибших в годы Великой Отечественной войны. Памятник установлен в год празднования 40-й годовщины Победы. До этого на месте монумента стоял памятный камень с табличкой.
- Бюст Героя России Александра Монетова. Установлен во дворе школы, носящей его имя[26].

## Мероприятия
- Традиционно в последнее воскресенье августа на Певческом поле у подножия Храма Знамения Пресвятой Богородицы проводится Областной фестиваль народного творчества «Славянское подворье». Здесь свой талант показывают лучшие творческие коллективы не только Подмосковья, но и других городов России.
- Международная традиция зажигать Цветаевский костёр ко дню рождения великой русской поэтессы Марины Цветаевой поддержана в Дубровицах. Поэтесса родилась 8 октября 1892 года, поэтому в ближайшие к этой дате выходные проводят памятные мероприятия. В этот день на Певческом поле собираются вместе поклонники прославленной поэтессы, чтобы почтить её память. Костёр зажигают обожженной палкой, которую привозят из тарусского костра. На поэтическом празднике выступают артисты, чтецы, поэты.

## Галерея
- Вид сверху на усадьбу «Дубровицы» и стрелку Десны и Пахры
- Общий вид усадебного дома и церкви
- Вход в ресторан «Голицын», расположенный с торца усадебного дома
- Главное здание ФНЦ ВИЖ им. Л.К. Эрнста
- Органный зал в Культурно-просветительском центре «Дубровицы»
- Культурно-просветительский центр «Дубровицы»
- Мост через Пахру
- Вид на аэродром «Дубровицы» (ликвидирован в 2009 году)